# Brunia laevis
Brunia laevis är en tvåhjärtbladig växtart som beskrevs av Carl Peter Thunberg. Brunia laevis ingår i släktet Brunia och familjen Bruniaceae. Inga underarter finns listade.